# Kyle Rademeyer
Kyle Rademeyer (* 29. Januar 2002 in Paarl, Südafrika) ist ein südafrikanischer Leichtathlet, der sich auf den Stabhochsprung spezialisiert hat und 2024 in Douala Afrikameister wurde.

## Sportliche Laufbahn
Erste Erfahrungen bei internationalen Wettkämpfen sammelte Kyle Rademeyer im Jahr 2019, als er bei den Jugendafrikameisterschaften in Abidjan mit übersprungenen 5,10 m die Goldmedaille im Stabhochsprung gewann. 2020 begann er ein Studium an der University of South Alabama und 2021 gewann er bei den U20-Weltmeisterschaften in Nairobi mit 5,30 m die Bronzemedaille. 2023 wurde er NCAA-Collegemeister und schied im August bei den Weltmeisterschaften in Budapest mit 5,70 m in der Qualifikationsrunde aus. Im Jahr darauf siegte er mit 5,20 m bei den Afrikameisterschaften in Douala.